# Itzaltzu
Itzaltzu (en basc, cooficialment en castellà Izalzu) és un municipi de Navarra, a la comarca de Roncal-Salazar, dins la merindad de Sangüesa.

## Toponímia
Itzaltzu és un topònim d'origen basc. El nom antic era Isisuloa, tal com apareix esmentat en un document del segle xi, quan únicament havia un monestir en el lloc. Aquest topònim antic significa en basc la foia d'avets, d'izei (avet) i zuloa (el forat). Amb posterioritat va créixer el poble entorn del monestir i passaria a ser conegut com a Itzaltzu. Alguns apunten la possibilitat que el nom derivi d'Izizulo, però els filòlegs consideren que són dos topònims diferents. Segons Mikel Belasko, per exemple, Itzaltzu significa lloc ombrívol i provindria de itzal (ombra) i el sufix abundancial -(t)zu. Des de 2000 són cooficials el nom castellà i el basc del poble.

## Demografia
| Evolució demogràfica                                | Evolució demogràfica | Evolució demogràfica | Evolució demogràfica | Evolució demogràfica | Evolució demogràfica | Evolució demogràfica | Evolució demogràfica | Evolució demogràfica | Evolució demogràfica | Evolució demogràfica |
| 1996                                                | 1998                 | 1999                 | 2000                 | 2001                 | 2002                 | 2003                 | 2004                 | 2005                 | 2006                 | 2007                 |
| --------------------------------------------------- | -------------------- | -------------------- | -------------------- | -------------------- | -------------------- | -------------------- | -------------------- | -------------------- | -------------------- | -------------------- |
| 49                                                  | 50                   | 51                   | 48                   | 47                   | 47                   | 45                   | 47                   | 46                   | 47                   | 48                   |
| Fonts: Itzaltzu i Institut d'Estadística de Navarra |                      |                      |                      |                      |                      |                      |                      |                      |                      |                      |